# Xylopia africana
Xylopia africana este o specie de plante angiosperme din genul Xylopia, familia Annonaceae. A fost descrisă pentru prima dată de George Bentham, și a primit numele actual de la Daniel Oliver. A fost clasificată de IUCN ca specie vulnerabilă. Conform Catalogue of Life specia Xylopia africana nu are subspecii cunoscute.